# São Lourenço dos Órgãos
São Lourenço dos Órgãos es un municipio caboverdiano situado en la isla de Santiago.

## Historia
Fue creado en el año 2005. 

## Geografía física

### Localización
El municipio limita por el norte con el de Santa Cruz, por el oeste con el de São Salvador do Mundo, y por el sur con el de Ribeira Grande de Santiago y São Domingos.

## Hidrografía
En su territorio se encuentra el embalse de Poilão, que fue el primero que se construyó en Cabo Verde.

## Organización territorial
Consta de una freguesia:
- São Lourenço dos Órgãos

## Demografía
| Gráfica de evolución demográfica de São Lourenço dos Órgãos entre 1980 y 2021 |
| |
| Población del municipio entre los años 1940 y 2010 según el censo de población de la página web Opendataforafrica.org. Población estimada según el Instituto Nacional de Estatística de Cabo Verde. Población según el resultado censal preliminar de 2021 del Instituto Nacional de Estatística de Cabo Verde según la página web citypopulation.de. |

## Patrimonio cultural inmaterial

### Festividades
El 10 de mayo son las fiestas "Nhô São Jorge" en la localidad de Orgãos.

## Deporte

### Instalaciones deportivas
En el municipio se encuentra el polideportivo João Teves.